# Guerra d'Itàlia de 1551-1559
La guerra italiana de 1551-1559 va començar quan Enric II de França, que havia succeït a Francesc I al tron, va declarar la guerra a l'emperador Carles V amb la intenció de reconquistar Itàlia i assegurar l'hegemonia francesa en els afers europeus.

## Antecedents
Malgrat l'èxit de l'emperador Carles V a Bolonya el 1530, Itàlia va ser escenari d'enfrontaments durant tres dècades més. La reversió a l'Emperador del ducat de Milà a la mort del duc Francesc Sforza el 1535, va ser l'ocasió per reclamar el rei francès per al seu segon fill el duc d'Orléans, la invasió del ducat de Savoia i de Piemont va ser el detonant de la guerra (1536-1538). L'esgotament dels contendents i els desitjos del papa Pau III (1534-1549) d'oposar-se als turcs va portar a la Treva de Niça al juny de 1538, les possessions del duc de Savoia es van quedar dividides entre francesos i imperials, mentre que a l' duc li quedava Niça.
El 10 d'octubre de 1540, l'emperador Carles V va investir al seu fill Felip amb el ducat de Milà, davant de les apetències del rei de França. La mort dels ambaixadors francesos davant els turcs, Rincón i Fregoso, en territori milanès va ser l'excusa que va provocar una nova guerra (1542-1546) que no va alterar la situació a Itàlia, mantenint l'ocupació dels territoris del duc de Savoia.
El 1545, el papa Pau III, va alienar els territoris de Parma i Piacenza de la Santa Seu i se'ls va atorgar al seu fill Pere Lluís Farnese creant els ducats d'Parma i Piacenza, amb gran disgust de l'emperador Carles V, que va recuperar Piacenza al setembre de 1547 després de l'assassinat del duc. El seu fill Octavi Farnese, va veure confirmada la possessió de Parma pel nou pontífex Juli III al març de 1550, i el duc tement la reacció de l'Emperador es va aliar amb França reiniciant una altra nova guerra a Itàlia,

## Campanyes
En l'àmbit continental, Enric II es va aliar amb els prínceps protestants alemanys al Tractat de Chambord el 1552. En una ràpida ofensiva a Lorraine, que va ser un èxit, Enrique va conquistar els tres bisbats de Metz, Toul i Verdún, i va repel·lir als Habsburg a la Batalla de Renty (12 d'agost de 1554).
A Itàlia, les tropes franceses es van moure a Piemont, mentre les imperials feien el mateix a Milà. Per falta de fons, es va arribar a una treva a l'abril / maig de 1552 en la qual Farnese romania a Parma, però la guerra es va traslladar a Siena, on van ser expulsades les tropes imperials que protegien la República de seus veïns, per col·locar-se sota protecció de França, però a l'abril de 1555, amb l'ajuda de Florència, Siena va ser sotmesa de nou a l'Imperi. Mentrestant, l'emperador va cedir els territoris italians en el seu fill el príncep Felip d'Espanya: el 1554 li va cedir Nàpols i Milà, i el va nomenar vicari imperial a Siena, i el 1556 li va cedir els regnes castellans, aragonesos i el de Sicília, així com el vicariat general sobre Itàlia, que li atorgava l'autoritat perpètua sobre els territoris del Sacre Imperi a Itàlia, però per consell de Antoine Perrenot de Granvelle es va mantenir en secret. La primera preocupació de Felip II en ser coronat en gener de 1556 fou la guerra contra Enric II de França, que donava suport als rebels flamencs, negociant una treva inestable amb els francesos el febrer de 1556. El mes següent, l'ambaixador francès a Anglaterra, Antoine de Noailles, es va veure implicat en la conspiració de Dudley contra Maria quan Sir Henry Dudley va intentar reunir una força d'invasió a França.

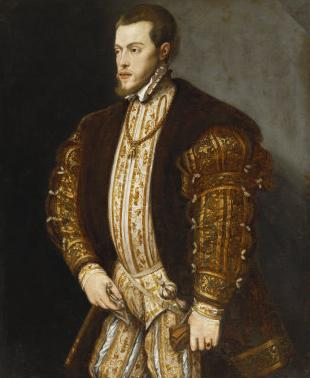
El rei Felip II va afirmar l'hegemonia espanyola en els territoris italians.

El nou Papa Pau IV va entrar en tractes amb França garantint la investidura de Nàpols i Milà als fills del rei de França i així espolsar-se la preponderància espanyola. El duc d'Alba, virrei de Nàpols va envair el territori pontifici al setembre de 1556, iniciant una victoriosa campanya, però la resposta francesa va venir al desembre de 1556 amb suport del duc Hèrcules II de Ferrara.
Felip va tornar a Anglaterra de març a juliol de 1557 per persuadir a Maria de donar suport a Espanya en la guerra contra França. Maria estava a favor de la declaració de la guerra, que es va declarar el juny de 1557 després que el nebot de Reginald Pole, Thomas Stafford, va envair Anglaterra i es va apoderar del castell de Scarborough amb ajuda francesa, en un intent fallit de deposar Maria. Per la seva banda, comptava amb la neutralitat de Venècia, el suport de Gènova, i havia acostat a la seva posició al duc Cosme I de Mèdici de Florència i al duc Octavio Farnese de Parma. Amb Octavio Farnese havia pactat un acord a Gant, pel qual Farnese rebria els feus de Parma i Piacenza, així com l'aliança amb el monarca espanyol (tal acord es va incorporar al Pau de Cateau-Cambrésis) i amb el duc de Florència, al qual el 19 de juliol de 1557 es va li va transferir Siena com una subinfeudizació, amb l'excepció d'uns punts costaners denominats Presidis Toscans (Portercole, Talamone, Muntanya Argentario, Orbetello, Porto Santo Stefano).
Com a conseqüència de la guerra, les relacions entre Anglaterra i el papat es van tensar, ja que Pau IV es va aliar amb Enric II de França. A l'agost, les forces angleses van vèncer en la Batalla de Sant Quintí però el gener de 1558 els francesos van prendre Calais, l'única possessió anglesa que quedava al continent. Les tropes aliades tornaren a vèncer a les franceses a la batalla de Gravelines, forçant a França a firmar la Pau de Cateau-Cambrésis el 1559 per la que França reconegué la supremacia hispànica

## Pau de Cateau-Cambrésis
La victòria espanyola a Sant Quintí a l'agost de 1557, va significar la retirada dels francesos d'Itàlia, el Papa va quedar sol davant l'exèrcit espanyol i la pau amb el Papa va ser aconseguida al setembre de 1557. La pau amb França a Pau de Cateau-Cambresis, en la que el rei Enric II de França va renunciar a les seves reivindicacions italianes, es va confirmar la sobirania de Nàpols i Milà al rei Felip II d'Espanya, es va ratificar la possessió de Parma i Piacenza a Farnese, la de Siena als Médici, i la restauració de gran part de les possessions de la Casa de Savoia.
Els territoris de la Casa de Savoia, donada la seva posició geogràfica, van ser el principal escenari italià de la guerra entre francesos i imperials des de 1535, d'aquí les protestes del duc de Savoia davant les dietes imperials. El duc Manuel Filibert de Savoia es va posar al servei dels espanyols, contribuint a la victòria de Sant Quintí, amb el que en la pau de Cateau-Cambrésis va obtenir gairebé la restauració del territori del seu pare Carlos III abans de les guerres. En definitiva, el tractat de Cateau-Cambrésis entre França i Espanya, va confirmar l'era de la supremacia espanyola sobre Itàlia.